# 网络诗歌
网络诗歌通常是一种以互联网为媒介刊载的一类作品，是网络文学的一个延伸分支。最早的网络诗歌是从1993年3月起，由作家诗阳首次使用电脑大量创作诗歌并通过互联网发表，网络诗歌由此诞生。诗阳也因此成为历史上第一位中国网络诗人。
1994年，诗阳的网络诗歌创作达到高峰，几乎以每天一首的速度发表了数百首原创诗歌，在网络上和各大中文网刊上均出现他发表的作品。诗阳诗歌的大量发表，促使更多的网络诗人不断地出现。1995年诗阳、鲁鸣、亦布、秋之客等诗人创办了首份中文网络诗刊《橄榄树》，诗阳为主编，形成了以该诗刊为核心的网络诗人群，后有马兰、祥子、建云、梦冉、京不特、桑克等加盟。
数年后，网络诗人群开始转向国内发展以寻求更大的网络空间，1999年出现了李元胜担任主编的《界限》，2000年莱耳、桑克的《诗生活》和南人的《诗江湖》等成立，2001年于怀玉成立了《诗歌报》，同时更多的诗歌网站出现，网络诗歌进入诗歌创作的主流时代。

## 相关连接
- 中国诗歌库（简体中文）
- 中国诗歌史 （页面存档备份，存于）（简体中文）
- 我对网络诗歌的一点回忆 （页面存档备份，存于）